# Сојеница
Сојенице су куће или насеља у поплавним и мочварним крајевима или на плићацима уз обале река, језера или мора, подигнуте на деблима ради заштите од поплава, непријатеља, дивљих звери и сл. 